# Herb Lubaczowa
Herb Lubaczowa – jeden z symboli miasta Lubaczów w postaci herbu.  Herb pochodzi z XIV wieku.

## Wygląd i symbolika
Herb przedstawia na czerwonej, gotyckiej tarczy złotą majuskułę „L”, która symbolizuje nazwę miasta.